# Siwalan (Siwalan)
Siwalan is een bestuurslaag in het regentschap Pekalongan van de provincie Midden-Java, Indonesië. Siwalan telt 3695 inwoners (volkstelling 2010).